# Disturbis de Port Saïd

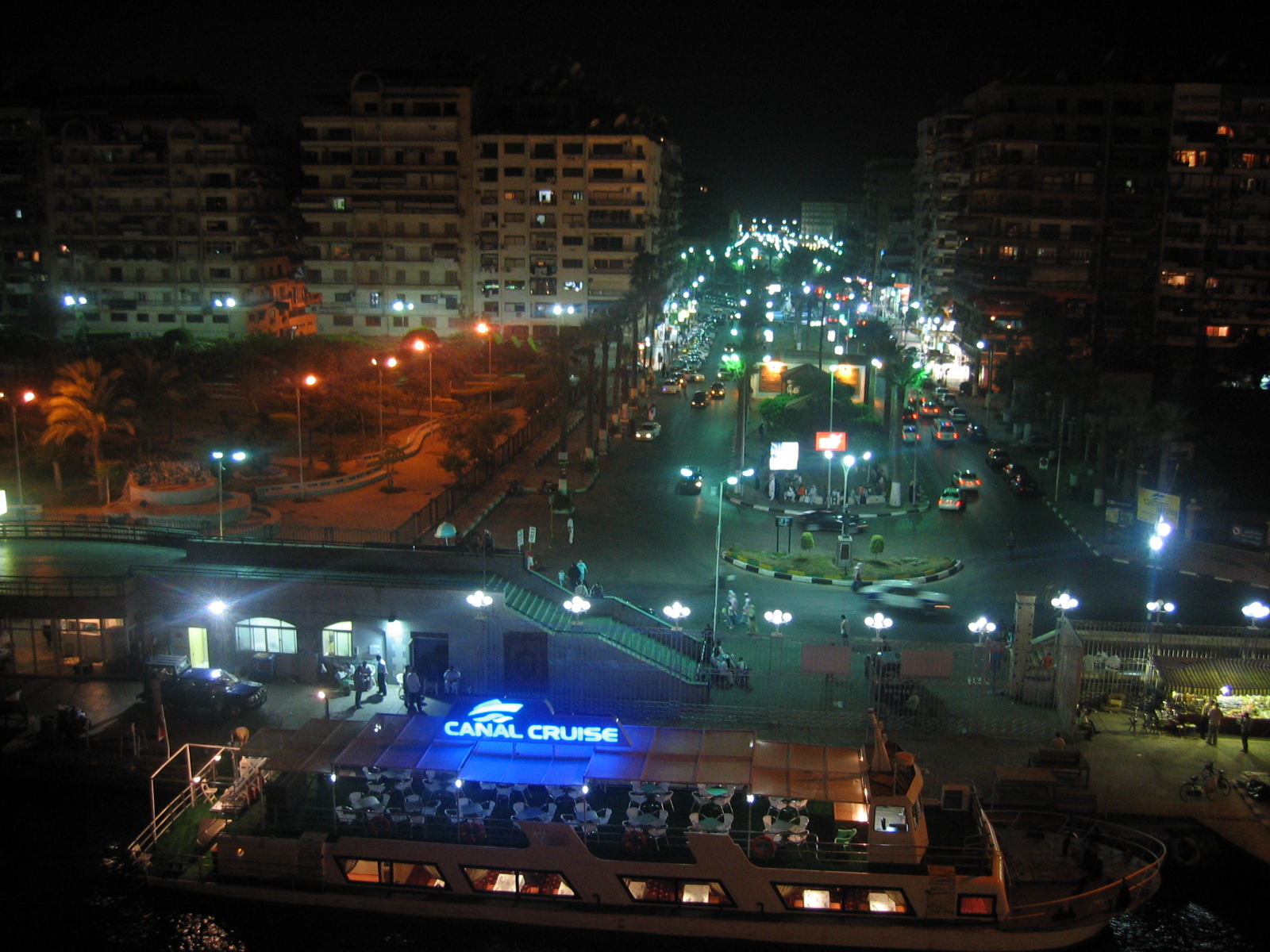
Imatge del port de la ciutat.

Els Disturbis de Port Saïd van ser uns disturbis succeïts l'1 de febrer de 2012 l'Estadi Port Saïd ("Stad Būr Sa'īd"), a Port Said, Egipte, després d'un partit de lliga entre l'Al-Masry i l'Al-Ahly. 74 persones van morir i més de 500 van resultar ferides, després que milers d'aficionats de l'Al-Masry envaïssin les grades i la gespa a causa de la victòria del seu equip per 3-1, atacant violentament als aficionats de l'Al-Ahly amb ganivets, espases, bats, pedres, ampolles i focs artificials.
73 acusats, inclosos 9 policies i 2 directius de l'Al-Masry, foren acusats posteriorment. L'agost del 2015, 11 dels acusats havien estat condemnats a mort i 26 havien estat absolts, inclosos 7 policies i un dels directius. De la resta dels 36 acusats, 10 van ser condemnats a 15 anys de presó, mentre que 10 van ser condemnats a 10 anys de presó i un 1 any. Els darrers 15 acusats van ser sentenciats a 5 anys de presó, inclosos 2 policies i el darrer directiu de l'Al-Masry.
Com a conseqüència dels aldarulls, el govern egipci va cancel·lar la lliga domèstic durant dos anys, fet que va afectar també a l'equip nacional.

## Incident
El final del partit es va retrassar 30 minuts perquè els aficionats de l'Al-Masry estaven al camp. Durant la mitja part i després de cada un dels 3 gols marcats durant la segona part de l'Al-Masry, els aficionats de l'equip van saltar al camp, i al final del partit, milers d'espectadors van saltar al terreny de joc. Els aficionats de l'Al-Masry van començar a llençar ampolles i focs artificials contra els jugadors de l'Al-Ahly, que van fugir cap als vestidors sota protecció policial. Els aficionats de l'Al-Masry anaven armats amb pedres i, alguns, amb ganivets. Posteriorment van atacar als aficionats de l'Al-Ahly, que van intentar fugir, però no ho van aconseguir, ja que almenys algunes de les portes de l'estadi estaven tancades.
En els enfrontaments subseqüents, 74 persones van ser assassinades. Algunes apunyalades i apallissades, d'altres llençades des de les gradaries, mentre que d'altres van morir en l'estampida formada quan intentaven escapar per les portes tancades que dirigien a la sortida de l'estadi. Hisham Sheha, funcionari al Ministeri de Salut egipci, va confirmar que les morts es devien a ferides per arma blanca, hemorràgies cerebrals i contusions. Unes 500 persones van resultar ferides. At least 47 El Masry fans were initially arrested and 73 eventually faced trial. L'exèrcit egipci va enviar soldats en helicòpter per rescatar als jugadors, que estaven tancats als vestidors.
L'entrenador de l'Al-Ahly, Manuel José, va ser patejat i colpejat per aficionats de l'Al-Masry quan intentava tornar als vestidors. Posteriorment va ser traslladat a una comissaria de policia. Tant José com Mohamed Aboutrika van declarar que havien estat testimonis de la mort d'aficionats de l'Al-Ahly als vestidors de l'equip. Com a reacció immediata després del desastre, l'estrella futbolítica va decidir retirar-se d'aquest esport, juntament amb altres jugadors egipcis com Mohamed Barakat o Emad Moteab, mentre que l'entrenador Manuel José va considerar abandonar el país i deixar d'entrenar.
Algunes imatges enregistrades semblen mostrar la policia incapaç o poc inclinada a contenir als atacants. Eyewitnesses said that the police "did nothing to stop it", and "refused to open the closed gates" to allow the crowds to escape. El cap de l'oficina del Voice of America a Egipte va rebre informació que assegurava que els agents van obrir les barreres que separaven als aficionats d'un i altre equip. Another witness said that many people were allowed into the stadium without tickets. The New York Times va exposar que el principal factor causant dels aldarulls va ser una represàlia per part de les autoritats contra els Ultras Ahlawy, que estaven activament implicats en els fets de la Plaça Tahrir en el transcurs de les protestes de la Revolució egípcia de 2011 i del govern de Mohamed Hussein Tantawi, podent-se escoltar càntics anti-governamentals en gairebé tots els partits de lliga disputats com a local per part de l'Al-Ahly.